# L'Ascension de la rosière
Pour plus de détails, voir Fiche technique et Distribution.
L'Ascension de la rosière est un film muet de Georges Méliès sorti en 1908 actuellement considéré comme perdu.

## Synopsis
Lors d'une fête du 1er mai, une jeune mariée est couronnée reine de mai. Son époux décide de faire un vol avec un aérostier qui s'est installé dans un champ de foire à proximité. La mariée, courant pour le rejoindre, arrive juste au moment où le ballon décolle. N'ayant pas réussi à entrer dans le panier, elle est attrapée par l'ancre du ballon qui flotte dans les nuages. Les spectateurs, se rendant compte de ce qui s'est passé, s'engagent dans une course folle pour suivre le ballon, mais cela s'avère futile. La mariée et le ballon font un atterrissage brutal à travers le plafond d'une grande salle, où le maire de la ville et ses adjoints sont attablés à un banquet. Le couple est enfin réuni et la mariée se fait restituer sa couronne de fleurs de la reine de mai pendant que tous célèbrent la conclusion heureuse de l'aventure.

## Sortie

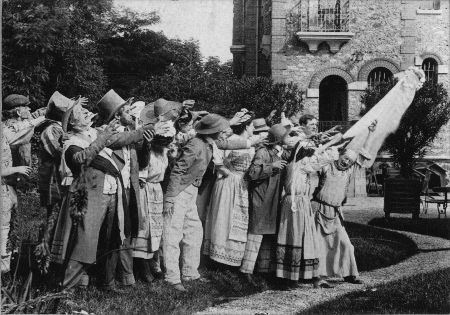
Les spectateurs paniqués

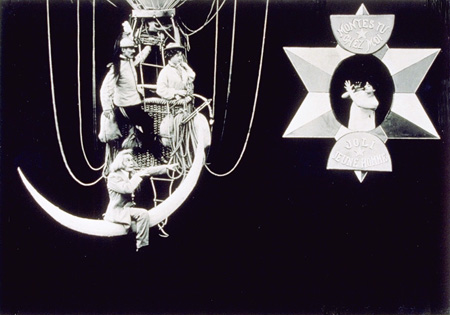
Rencontre avec une étoile

Le film a été publié par la Star Film Company de Méliès et est numéroté 1347-1352 dans ses catalogues. Il est actuellement présumé perdu.
Différents titres lui furent donnés suivant les pays où il sortit :
France
- L'Ascension de la rosière

États-Unis
- Honeymoon in a Balloon (Voyage de noces dans un Ballon

Grande-Bretagne
- The Ascension of a Communicant (L'Ascension d'un Communicant)